# Pávakolibri
A pávakolibri (Lophornis pavoninus) a madarak osztályának sarlósfecske-alakúak (Apodiformes) rendjébe és a kolibrifélék (Trochilidae) családjába tartozó faj.

## Rendszerezése
A fajt Osbert Salvin és Frederick DuCane Godman írták le 1882-ben.

## Alfajai
- Lophornis pavoninus duidae Chapman, 1929
- Lophornis pavoninus pavoninus Salvin & Godman, 1882[2]

## Előfordulása
Dél-Amerika északi részén, Brazília, Guyana és Venezuela területén honos. Természetes élőhelyei a szubtrópusi és trópusi síkvidéki és hegyi esőerdők, valamint másodlagos erdők.

## Megjelenése
Testhossza 9 centiméter.

## Természetvédelmi helyzete
Az elterjedési területe nagy, egyedszáma viszont ismeretlen. A Természetvédelmi Világszövetség Vörös listáján nem fenyegetett fajként szerepel.